# Sarek
För andra betydelser, se Sarek (olika betydelser).
Sarek är en 1 970 km² stor nationalpark i västra delen av Jokkmokks kommun i Lappland och bildades 1909. Sarek är Sveriges största högfjällsområde där samer har bott och följt renens vandringar sedan urminnes tider. 
Sarek gränsar i väster till Padjelanta nationalpark och i nordost till Stora Sjöfallets nationalpark. I Sarek finns sex av Sveriges tretton högsta fjäll och nästan 100 glaciärer. Nationalparken är uppkallad efter fjället Sarektjåhkkå som är 2 089 meter högt och är Sveriges näst högsta berg.
Sarek ingår i världsarvet Laponia och i EU:s nätverk av skyddade områden, Natura 2000.

## Historia
Axel Hamberg (1863–1933) var professor i geografi vid Uppsala universitet 1907–1928 och en pionjär inom svensk fjällforskning. Hamberg utförde omfattande geologiska, klimatologiska och glaciologiska studier av Sarekområdet.
År 1909 bildades de första nationalparkerna i Sverige efter amerikanska förebilder som Yellowstone, och där Sareks nationalpark, Stora Sjöfallets nationalpark samt Abisko nationalpark ingick. I sarekområdet fick samerna fortsätta att bedriva renskötsel men fråntogs rätten till björnjakt. Samernas rättigheter till Sarek urholkades successivt men 2013 återfick samerna rätten till renskötsel i hela parken men får dock inte jaga älg. 1996 utsågs världsarvet Laponia, där Sarek ingår tillsammans med nationalparkerna Muddus, Padjelanta och Stora sjöfallet, naturreservaten Sjaunja och Stubba samt områdena  Sulitelma, Laitauredeltat och Tjuoltavagge.

## Flora
På kalfjällen växer lavar, mossor, dvärgvide, gräs och örter. I de djupare dalgångerna finns fjällbjörksskogar med ängar med smörboll, nordisk stormhatt och midsommarblomster och på fjällsidorna kan blåbär, dvärgbjörk, vide och en växa.

## Fauna
Inom nationalparken finns större däggdjur som björn, järv, lodjur, ren och älg. Älgarna vandrar ut ur Sarek under höstvintern. Djuren i Sarek rör sig ofta i dalgångarna, som leder genom massiven i det högalpina landskapet. Dalgångarnas namn tyder på att de är renmarker. Sarvesvágge kan översättas till ”Sarvdalen” (sarv betyder ”rentjur”) och Guohpervágge till ”Klövdalen”. I björkskogarna förekommer lövsångare, bergfink, gulärla, blåhake och svartvit flugsnappare och i sjöarna kricka och vigg och på fjällhedarna lappsparv, ljungpipare, fjällpipare och ripor. I Sarek förekommer också rovfåglar som kungsörn, fjällvråk och stenfalk.

## Topografi
Fjällens högsta delar består i huvudsak av amfiboliter och gabbrodiabaser och på lägre nivåer samt omgivande berg och slätter av syeniter och graniter, siluriska och kristalliniska skiffrar.

### Dalgångar
| Alkavagge    |  | Pastavagge  |  |
| Kukkesvagge  |  | Kuopervagge |  |
| Njåtjosvagge |  | Rapadalen   |  |
| Ruotesvagge  |  | Sarvesvagge |  |

### Massiv
| Piellorieppe |  | Pårte       |  |
| Ruotes       |  | Sarektjåkko |  |
| Skårki       |  | Tjäkkok     |  |
| Ålkatj       |  | Ähpar       |  |

### Högslätter
- Ivarlako
- Pielavalta
- Luohttolahko

### Sjöar
- Laitaure
- Pielajauratjah
- Pierikjaure

## Turism
Sarek är ett av Sveriges främsta områden för fjällturism, dock knappast för oerfarna besökare då området saknar övernattningsstugor öppna för allmänheten.
Sarek kan nås från Kvikkjokk via Kungsleden och Pårekslätten eller via Tarradalen. Från norr kan Sarek nås från Ritsem och från öster via Saltoloukta, Suorvadammen eller Seitevare. Under sommarsäsongen finns normalt en flygförbindelse till Staloluokta. Aktse kan nås från både norr och söder via Kungsleden.

### Broar
Det finns ett fåtal broar avsedda för renskötseln:
- Gallakjåhkå: öster om Rittak finns två broar över den östra respektive den västra delen av bäcken.
- Guhkesvákkjåhkå: längst i öster i Guhkkesvágge.
- Gådokjåhkå: söder om Gådokbuollda.
- Jåkkejågåsj: vid Jågge på Kungsleden mellan Bårdde/Pårte och Aktse.
- Sjábttjakjågåsj: längs Kungsleden mellan Bårdde/Pårte och Aktse.
- Skárjábron vid Mihkká i centrala Sarek är en sommarbro som sätts ut runt midsommar varje år och tas in i mitten av september.
- Suobbatjåhkå: norr om Tjaktjajávrre finns broar  över östra och norra delen av bäcken.

## Bildgalleri

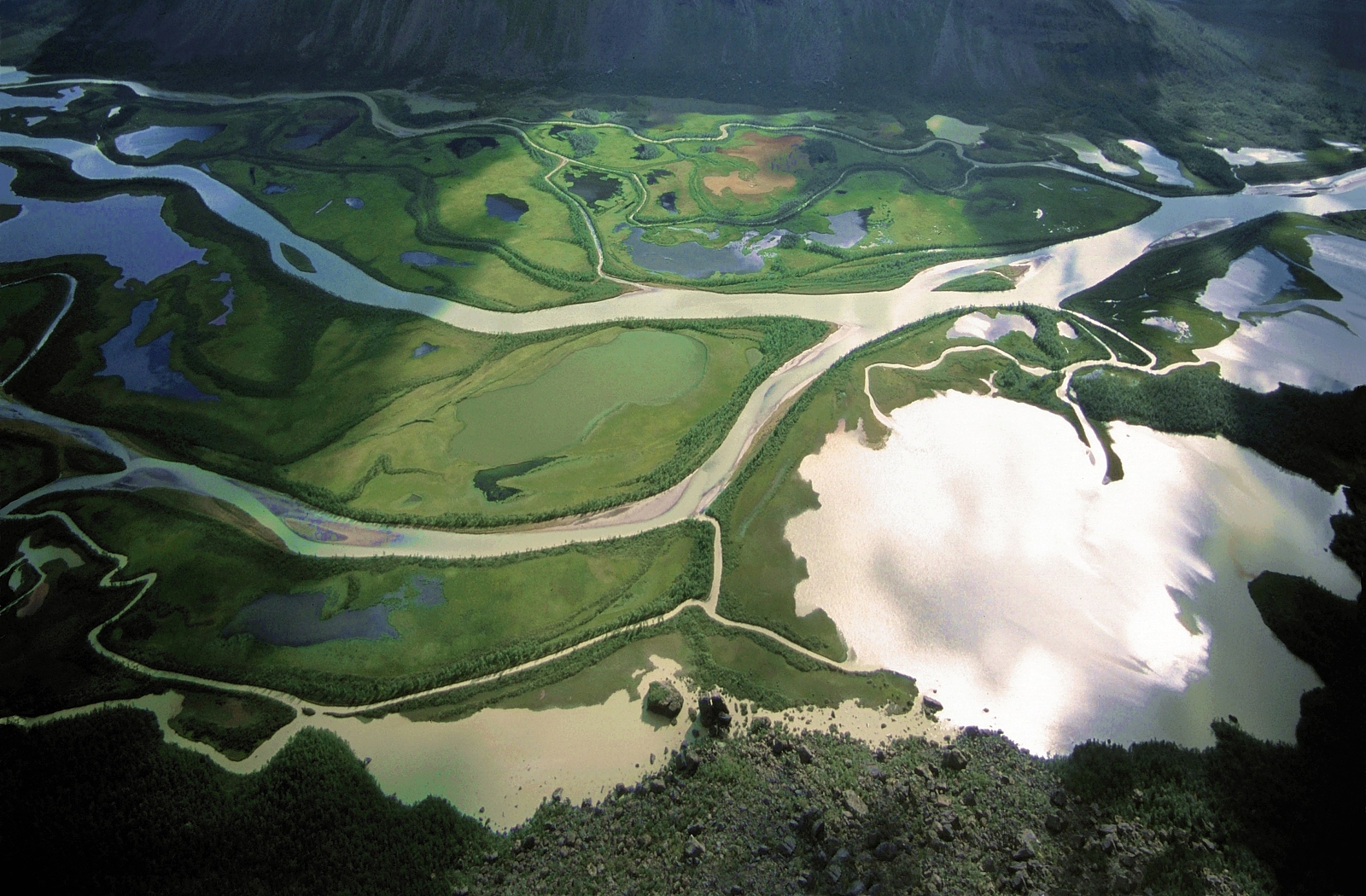
Det stora selet vid Rapadalens mynning mot öster
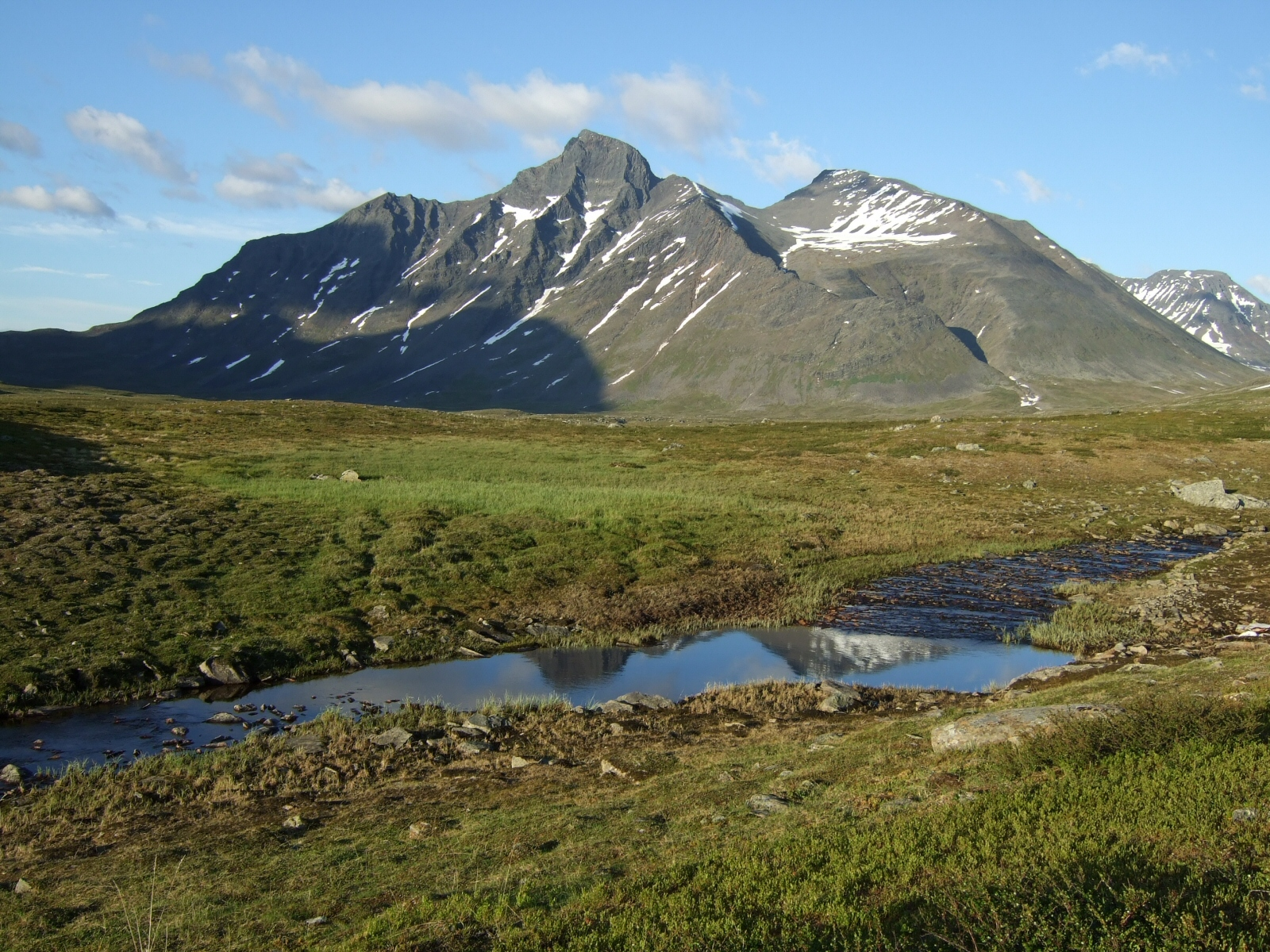
I centrala Sarek finns högslätten Pielavalta och det svårbestigna berget Pierikpakte
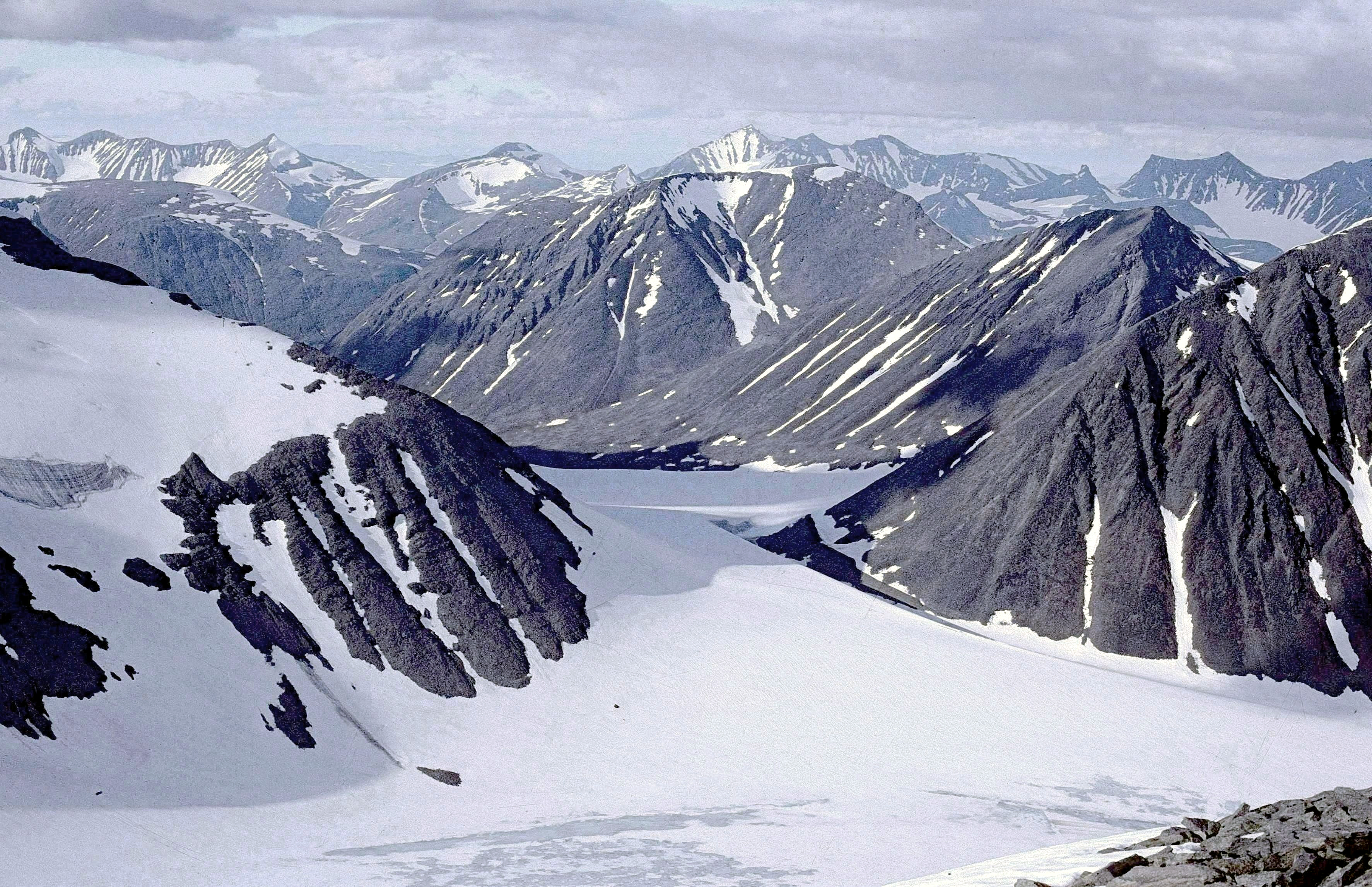
Utsikt från Ritatjåkkå mot norr. Sarektjåkko i bakgrunden
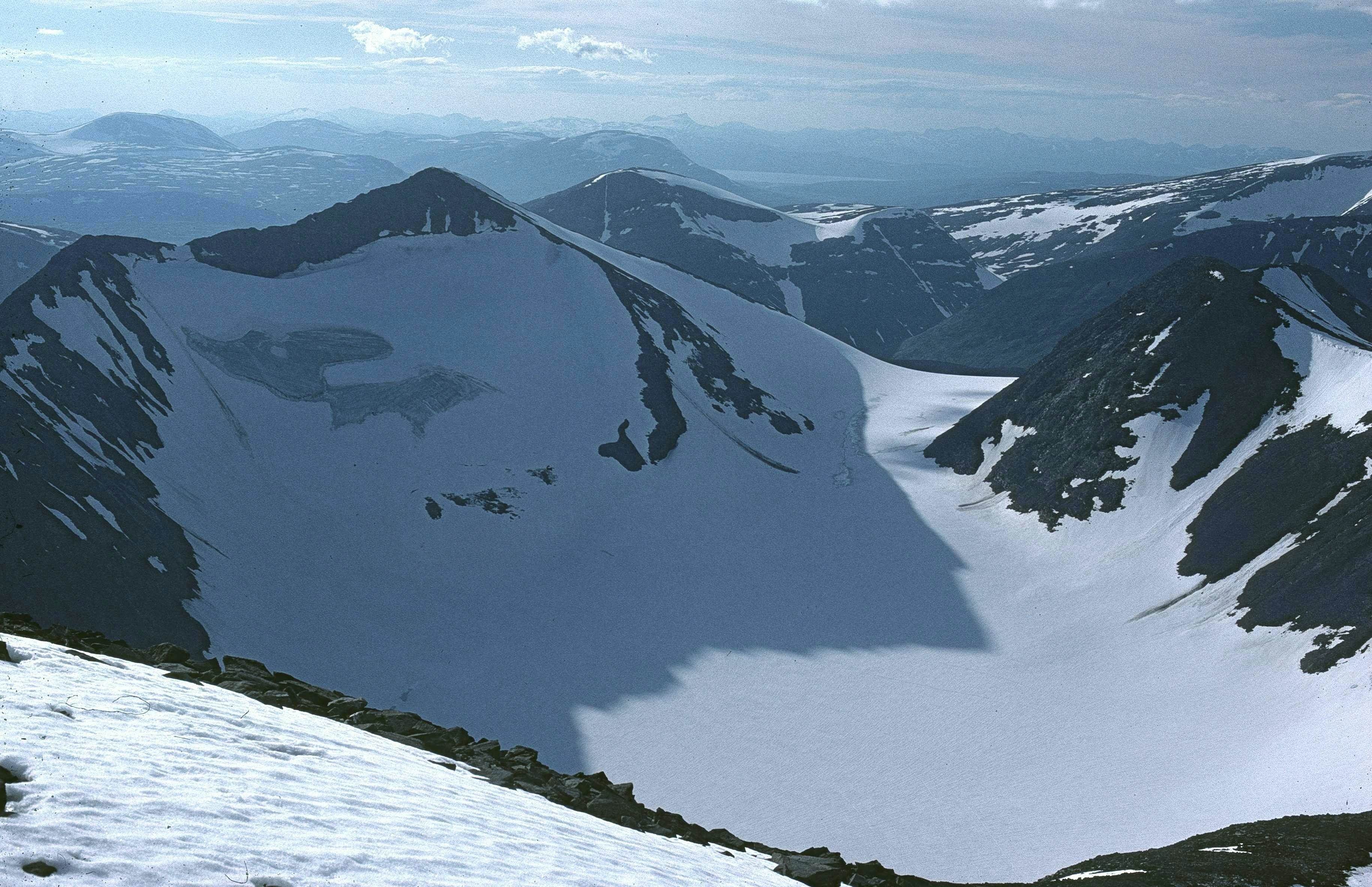
Niejdariehppe

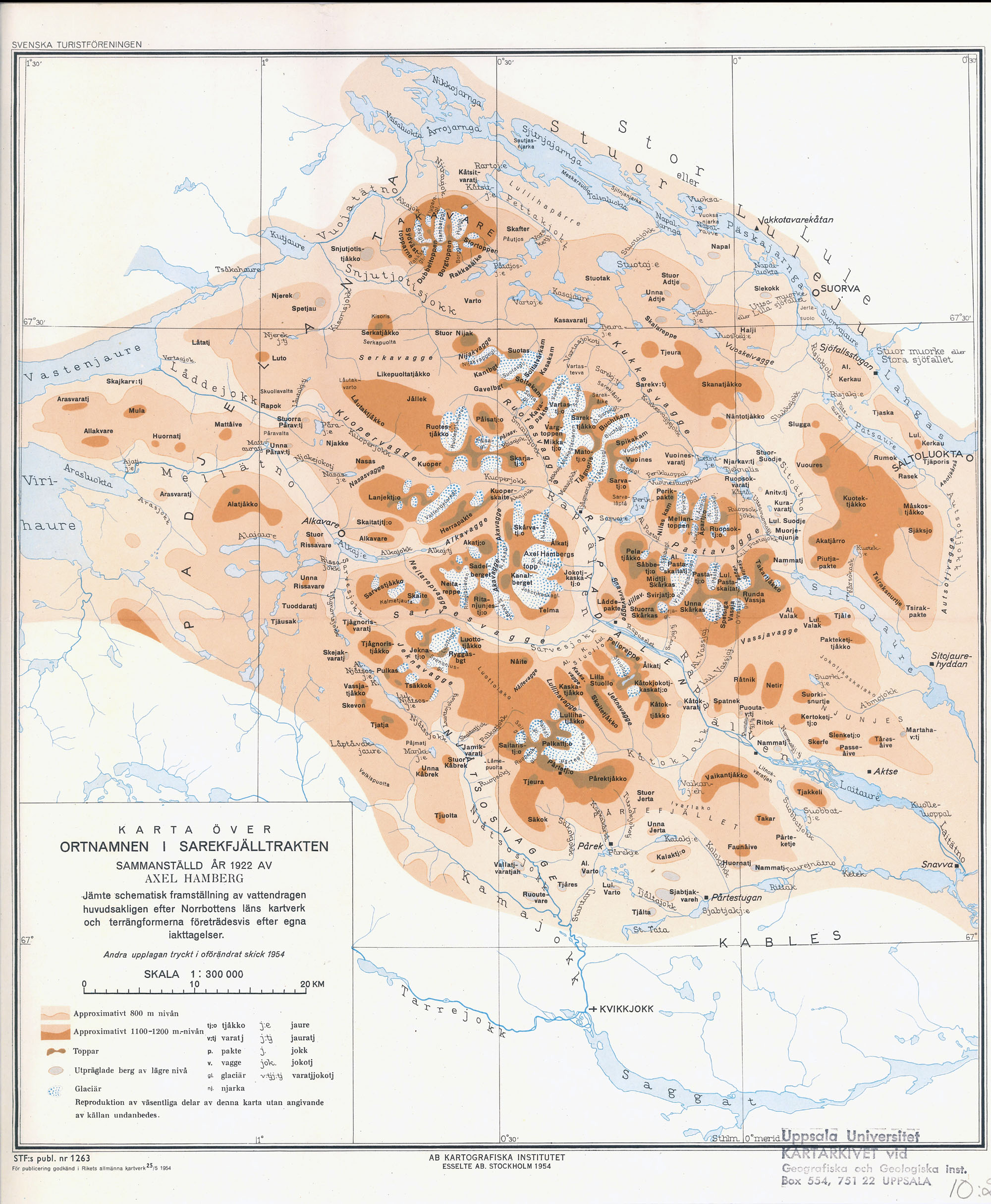
Axel Hambergs karta från 1922
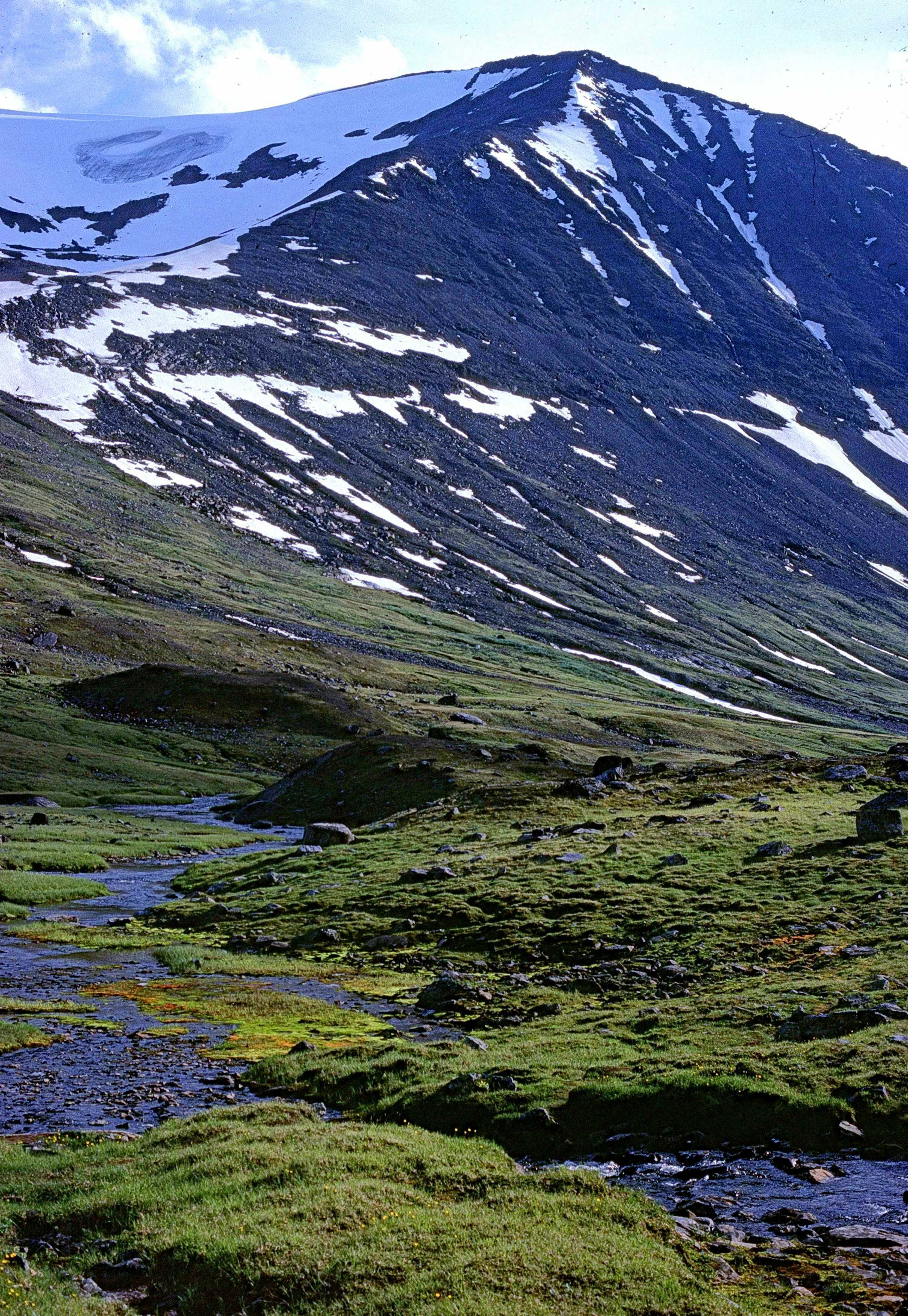
Vid Alggavagges mynning mot väst
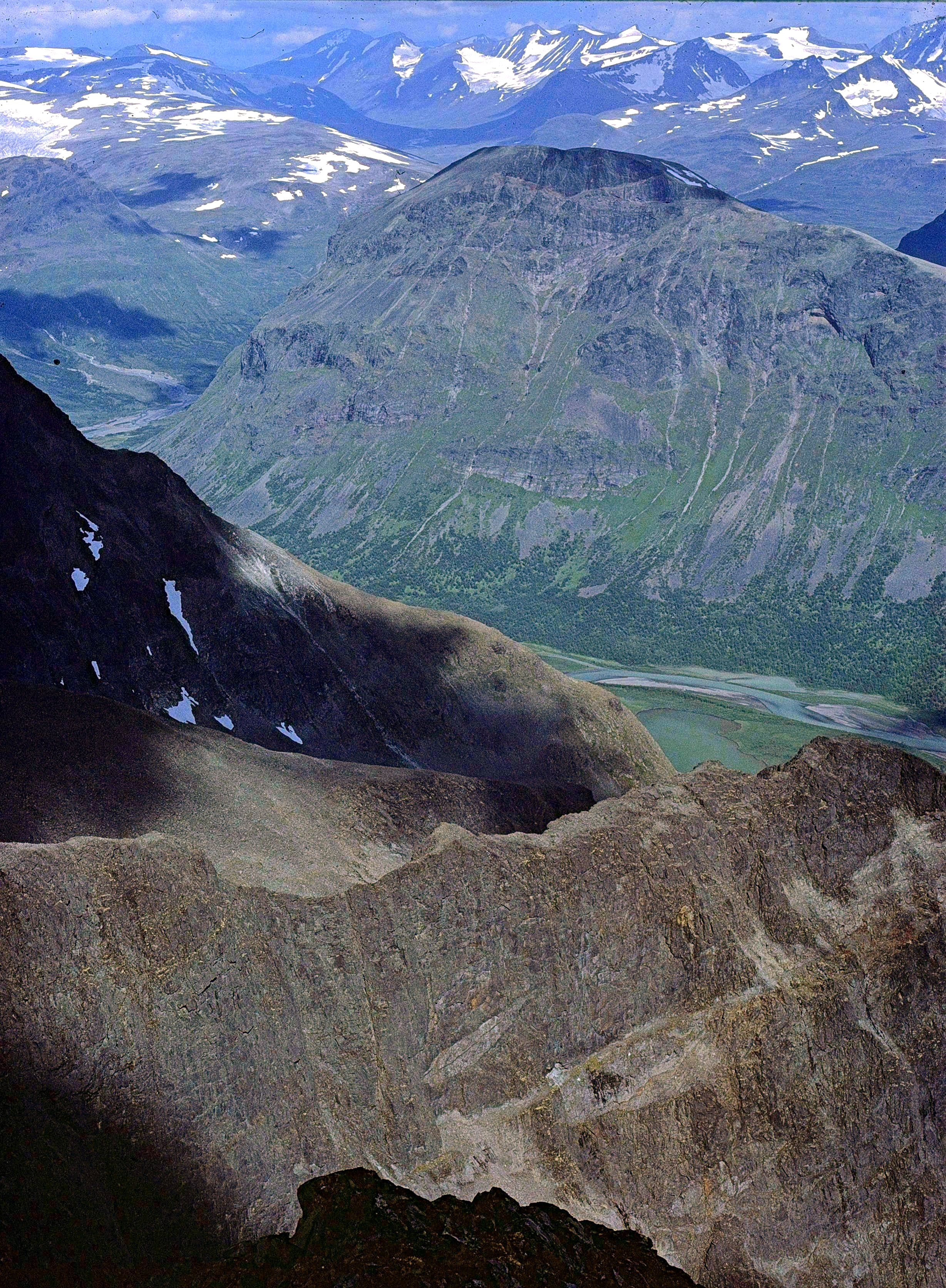
Utsikt från Piellorieppe